# Europamästerskapen i friidrott 2014
Europamästerskapen i friidrott 2014 avgjordes i Zürich i Schweiz under perioden 12–17 augusti 2014. Det var första gången sedan 1954 som tävlingarna arrangerades i Schweiz.

## Grenar

### Herrar
| Event              | Guld | Guld | Silver | Silver | Brons | Brons |
| 100 meter          | James Desaolu Storbritannien | 10,06 | Christophe Lemaître Frankrike | 10,13 | Harry Aikines-Aryeetey Storbritannien | 10,22 |
| 200 meter          | Adam Gemili Storbritannien | 19,98 (EL) | Christophe Lemaître Frankrike | 20,15 | Serhij Smelyk Ukraina | 20,30 (PB) |
| 400 meter          | Martyn Rooney Storbritannien | 44,71 (EL) | Matthew Hudson-Smith Storbritannien | 44,75 (PB) | Donald Sanford Storbritannien | 45,27 (NR) |
| 800 meter          | Adam Kszczot Polen | 1.44,15 (SB) | Artur Kuciapski Polen | 1.44,89 (PB) | Mark English Irland | 1.45,03 (SB) |
| 1 500 meter        | Mahiedine Mekhissi-Benabbad Frankrike | 3.45,60 | Henrik Ingebrigtsen Norge | 3.46,10 | Chris O'Hare Storbritannien | 3.46,18 |
| 5 000 meter        | Mo Farah Storbritannien | 14.05,82 | Hayle Ibrahimov Azerbajdzjan | 14.08,32 | Andy Vernon Storbritannien | 14.09,48 |
| 10 000 meter       | Mo Farah Storbritannien | 28.08,11 | Andy Vernon Storbritannien | 28.08,66 (SB) | Ali Kaya Turkiet | 28.08,72 (PB) |
| Marathon           | Daniele Meucci Italien | 2:11.08 | Yared Shegumo Polen | 2:12.00 | Aleksej Reunkov Ryssland | 2:12.15 |
| 110 meter häck     | Sergej Sjubenkov Ryssland | 13,19 | William Sharman Storbritannien | 13,27 | Pascal Martinot-Lagarde Frankrike | 13,29 |
| 400 meter häck     | Kariem Hussein Schweiz | 48,96 | Rasmus Mägi Estland | 49,06 | Denis Kudrjavtsev Ryssland | 49,16 |
| 3 000 meter hinder | Yoann Kowal Frankrike | 8.26,66 | Krystian Zalewski Polen | 8.27,11 | Ánge Mullera Spanien | 8.29,16 |
| 4 x 100 meter      | Storbritannien Adam Gemili Richard Kilty Harry Aikines-Aryeetey James Ellington Daniel Talbot* | 37,93 (EL) | Tyskland Julian Reus Sven Knipphals Alexander Kosenkow Lucas Jakubczyk | 38,09 (SB) | Frankrike Pierre Vincent Christophe Lemaître Teddy Tinmar Ben Bassaw | 38,47 |
| 4 x 400 meter      | Storbritannien Martyn Rooney Michael Bingham Conrad Williams Matthew Hudson-Smith Nigel Levine* Rabah Yousif*                                                                                                   | 2.58,79 (EL) | Ryssland Maksim Dyldin Pavel Ivasjko Nikita Uglov Vladimir Krasnov Pavel Trenichin* | 2.59,38 (SB) | Polen Rafał Omelko Kacper Kozłowski Łukasz Krawczuk Jakub Krzewina Michał Pietrzak* Andrzej Jaros* | 2.59,85 (SB) |
| 20 km gång         | Miguel Ángel López Spanien | 1:19.44 | Aleksandr Ivanov Ryssland | 1:19.45 | Denis Strelkov Ryssland | 1:19.46 |
| 50 km gång         | Yohann Diniz Frankrike | 3:32.33 (WR) | Matej Tóth\| Slovakien | 3:36.21 (NR) | Ivan Noskov Ryssland | 3:37.41 |
| Höjdhopp           | Bohdan Bondarenko Ukraina | 2,35 m | Andrij Protsenko Ukraina | 2,33 | Ivan Uchov Ryssland | 2,30 |
| Stavhopp           | Renaud Lavillenie Frankrike | 5,90 m | Paweł Wojciechowski Polen | 5,70 | Jan Kudlička Tjeckien Kévin Menaldo Frankrike | 5,70 |
| Längdhopp          | Greg Rutherford Storbritannien | 8,29 m | Louis Tsatoumas Grekland | 8,15 | Kafétien Gomis Frankrike | 8,14 |
| Tresteg            | Benjamin Compaoré Frankrike | 17,46 m (EL) | Ljukman Adams Ryssland | 17,09 | Aleksej Fjodorov Ryssland | 17,04 |
| Kula               | David Storl Tyskland | 21,41 m | Borja Vivas Spanien | 20,86 | Tomasz Majewski Polen | 20,83 |
| Diskus             | Robert Harting Tyskland | 66,07 m | Gerd Kanter Estland | 64,75 | Robert Urbanek Polen | 63,81 |
| Spjut              | Antti Ruuskanen Finland | 88,01 m (EL, PB) | Vítězslav Veselý Tjeckien | 84,79 | Tero Pitkämäki Finland | 84,40 |
| Slägga             | Krisztián Pars Ungern | 82,69 m (WL, PB) | Paweł Fajdek Polen | 82,05 | Sergej Litvinov Ryssland | 79,35 (SB) |
| Tiokamp            | Andrei Krautjanka Vitryssland | 8 616 p (WL) | Kévin Mayer Frankrike | 8 521 (NR) | Ilja Sjkurenjov Ryssland | 8 498 (PB) |
| Förkortningar      | WR = Världsrekord \| AR = Kontinentalt rekord \| CR = Mästerskapsrekord \| NR = Nationsrekord \| PB = Personligt rekord \| SB = Årsbästa \| WL = Världsårsbästa \| EL = Europaårsbästa \| * = Endast i försöken | WR = Världsrekord \| AR = Kontinentalt rekord \| CR = Mästerskapsrekord \| NR = Nationsrekord \| PB = Personligt rekord \| SB = Årsbästa \| WL = Världsårsbästa \| EL = Europaårsbästa \| * = Endast i försöken | WR = Världsrekord \| AR = Kontinentalt rekord \| CR = Mästerskapsrekord \| NR = Nationsrekord \| PB = Personligt rekord \| SB = Årsbästa \| WL = Världsårsbästa \| EL = Europaårsbästa \| * = Endast i försöken | WR = Världsrekord \| AR = Kontinentalt rekord \| CR = Mästerskapsrekord \| NR = Nationsrekord \| PB = Personligt rekord \| SB = Årsbästa \| WL = Världsårsbästa \| EL = Europaårsbästa \| * = Endast i försöken | WR = Världsrekord \| AR = Kontinentalt rekord \| CR = Mästerskapsrekord \| NR = Nationsrekord \| PB = Personligt rekord \| SB = Årsbästa \| WL = Världsårsbästa \| EL = Europaårsbästa \| * = Endast i försöken | WR = Världsrekord \| AR = Kontinentalt rekord \| CR = Mästerskapsrekord \| NR = Nationsrekord \| PB = Personligt rekord \| SB = Årsbästa \| WL = Världsårsbästa \| EL = Europaårsbästa \| * = Endast i försöken |

### Damer
| Event              | Guld | Guld | Silver | Silver | Brons | Brons |
| 100 meter          | Dafne Schippers Nederländerna | 11,12 | Myriam Soumaré Frankrike | 11,16 | Ashleigh Nelson Storbritannien | 11,22 |
| 200 meter          | Dafne Schippers Nederländerna | 22,03 (WL, NR) | Jodie Williams Storbritannien | 22,46 (PB) | Myriam Soumaré Frankrike | 22,58 |
| 400 meter          | Libania Grenot Italien | 51,10 | Olha Zemljak Ukraina | 51,36 | Indira Terrero Spanien | 51,38 (SB) |
| 800 meter          | Maryna Arzamasava Belarus | 1.58,15 (EL) | Lynsey Sharp Storbritannien | 1.58,80 (PB) | Joanna Jóźwik Polen | 1.59,63 (PB) |
| 1 500 meter        | Sifan Hassan Nederländerna | 4.04,18 | Abeba Aregawi Sverige | 4.05,08 | Laura Weightman Storbritannien | 4.06,32 |
| 5 000 meter        | Meraf Bahta Sverige | 15.31,39 | Sifan Hassan Nederländerna | 15.31,79 | Susan Kuijken Nederländerna | 15.32,82 |
| 10 000 meter       | Joanne Pavey Storbritannien | 32.22,39 | Clémence Calvin Frankrike | 32.23,58 | Laila Traby Frankrike | 32.26,03 (PB) |
| Marathon           | Christelle Daunay Frankrike | 2:25.14 (CR) | Valeria Straneo Italien | 2:25.27 | Jéssica Augusto Portugal | 2:25.41 |
| 100 meter häck     | Tiffany Porter Storbritannien | 12,76 | Cindy Billaud Frankrike | 12,79 | Cindy Roleder Tyskland | 12,82 |
| 400 meter häck     | Eilidh Child Storbritannien | 54,48 | Anna Titimets Ukraina | 54,56 (PB) | Irina Davydova Ryssland | 54,60 (SB) |
| 3 000 meter hinder | Antje Möldner-Schmidt Tyskland | 9.29,43 (SB) | Charlotta Fougberg Sverige | 9.30,16 | Diana Martín Spanien | 9.30,70 (PB) |
| 4 x 100 meter      | Storbritannien Asha Philip Ashleigh Nelson Jodie Williams Desiree Henry Anyika Onuora* | 42,24 (EL, NR) | Frankrike Céline Distel-Bonnet Ayodelé Ikuesan Myriam Soumaré Stella Akakpo | 42,45 | Ryssland Marina Pantelejeva Natalja Rusakova Kristina Sivkova Jelizaveta Savlinis Jekaterina Vukolova* | 43,22 (SB) |
| 4 x 400 meter      | Frankrike Marie Gayot Muriel Hurtis-Houairi Agnès Raharolahy Floria Guei Estelle Perrossier* Phara Anacharsis*                                                                                                  | 3.24,27 (EL) | Ukraina Natalia Pyhyda Chrystyna Stuj Anna Ryzjykova Olha Zemljak Daryna Prystupa* Olha Ljachova* | 3.24,32 (SB) | Storbritannien Eilidh Child Kelly Massey Shana Cox Margaret Adeoye Emily Diamond* Victoria Ohuruogu* | 3.24,34 (SB) |
| 20 km gång         | Elmira Alembekova Ryssland | 1:27.56 | Ljudmyla Oljanovska Ukraina | 1:28.07 | Anežka Drahotová Tjeckien | 1:28.08 |
| Höjdhopp           | Ruth Beitia Spanien | 2,01 m (WL) | Maria Kutjina Ryssland | 1,99 | Ana Šimić Kroatien | 1,99 (PB) |
| Stavhopp           | Anzjelika Sidorova Ryssland | 4,65 m | Ekateríni Stefanídi Grekland | 4,60 | Angelina Zjuk-Krasnova Ryssland | 4,60 |
| Längdhopp          | Éloyse Lesueur Frankrike | 6,85 m | Ivana Španović Serbien | 6,81 | Darja Klisjina Ryssland | 6,65 |
| Tresteg            | Olha Saladucha Ukraina | 14,73 m (SB) | Jekaterina Koneva Ryssland | 14,69 | Irina Gumenjuk Ryssland | 14,46 (SB) |
| Kula               | Christina Schwanitz Tyskland | 19,90 m | Jevgenia Kolodko Ryssland | 19,39 (SB) | Anita Márton Ungern | 19,04 (NR) |
| Diskus             | Sandra Perković Kroatien | 71,08 m (NR) | Mélina Robert-Michon Frankrike | 65,33 | Shanice Craft Tyskland | 64,33 |
| Spjut              | Barbora Špotáková Tjeckien | 64,41 m | Tatjana Jelača Serbien | 64,21 (NR) | Linda Stahl Tyskland | 63,91 |
| Slägga             | Anita Włodarczyk Polen | 78,76 m (WL, CR, NR) | Martina Hrašnová Slovakien | 74,66 | Joanna Fiodorow Polen | 73,67 |
| Sjukamp            | Antoinette Nana Djimou Frankrike | 6 551 p (SB) | Nadine Broersen Nederländerna | 6 498 | Nafissatou Thiam Belgien | 6 423 |
| Förkortningar      | WR = Världsrekord \| AR = Kontinentalt rekord \| CR = Mästerskapsrekord \| NR = Nationsrekord \| PB = Personligt rekord \| SB = Årsbästa \| WL = Världsårsbästa \| EL = Europaårsbästa \| * = Endast i försöken | WR = Världsrekord \| AR = Kontinentalt rekord \| CR = Mästerskapsrekord \| NR = Nationsrekord \| PB = Personligt rekord \| SB = Årsbästa \| WL = Världsårsbästa \| EL = Europaårsbästa \| * = Endast i försöken | WR = Världsrekord \| AR = Kontinentalt rekord \| CR = Mästerskapsrekord \| NR = Nationsrekord \| PB = Personligt rekord \| SB = Årsbästa \| WL = Världsårsbästa \| EL = Europaårsbästa \| * = Endast i försöken | WR = Världsrekord \| AR = Kontinentalt rekord \| CR = Mästerskapsrekord \| NR = Nationsrekord \| PB = Personligt rekord \| SB = Årsbästa \| WL = Världsårsbästa \| EL = Europaårsbästa \| * = Endast i försöken | WR = Världsrekord \| AR = Kontinentalt rekord \| CR = Mästerskapsrekord \| NR = Nationsrekord \| PB = Personligt rekord \| SB = Årsbästa \| WL = Världsårsbästa \| EL = Europaårsbästa \| * = Endast i försöken | WR = Världsrekord \| AR = Kontinentalt rekord \| CR = Mästerskapsrekord \| NR = Nationsrekord \| PB = Personligt rekord \| SB = Årsbästa \| WL = Världsårsbästa \| EL = Europaårsbästa \| * = Endast i försöken |

## Medaljfördelning
| Pl. | Nation         | Guld | Silver | Brons | Totalt |
| --- | -------------- | ---- | ------ | ----- | ------ |
| 1   | Storbritannien | 12   | 5      | 6     | 23     |
| 2   | Frankrike      | 9    | 8      | 6     | 23     |
| 3   | Tyskland       | 4    | 1      | 3     | 8      |
| 4   | Ryssland       | 3    | 6      | 13    | 22     |
| 5   | Nederländerna  | 3    | 2      | 1     | 6      |
| 6   | Polen          | 2    | 5      | 5     | 12     |
| 7   | Ukraina        | 2    | 5      | 1     | 8      |
| 8   | Spanien        | 2    | 1      | 3     | 6      |
| 9   | Italien        | 2    | 1      | 0     | 3      |
| 10  | Belarus        | 2    | 0      | 0     | 2      |
| 11  | Sverige        | 1    | 2      | 0     | 3      |
| 12  | Tjeckien       | 1    | 1      | 2     | 4      |
| 13  | Kroatien       | 1    | 0      | 1     | 2      |
| 13  | Finland        | 1    | 0      | 1     | 2      |
| 13  | Ungern         | 1    | 0      | 1     | 2      |
| 16  | Schweiz        | 1    | 0      | 0     | 1      |
| 17  | Estland        | 0    | 2      | 0     | 2      |
| 17  | Grekland       | 0    | 2      | 0     | 2      |
| 17  | Serbien        | 0    | 2      | 0     | 2      |
| 17  | Slovakien      | 0    | 2      | 0     | 2      |
| 21  | Azerbajdzjan   | 0    | 1      | 0     | 1      |
| 21  | Norge          | 0    | 1      | 0     | 1      |
| 23  | Belgien        | 0    | 0      | 1     | 1      |
| 23  | Irland         | 0    | 0      | 1     | 1      |
| 23  | Israel         | 0    | 0      | 1     | 1      |
| 23  | Portugal       | 0    | 0      | 1     | 1      |
| 23  | Turkiet        | 0    | 0      | 1     | 1      |
|     | Totalt         | 47   | 47     | 48    | 142    |

### Fotnoter
1. ↑  ”Zürich to host 2014 European Championships”. IAA]. 1 maj 2010. http://www.iaaf.org/news/news/zurich-to-host-2014-european-championships. Läst 12 augusti 2014.